# 보람동
보람동(Boram-dong)은 세종특별자치시에 설치된 법정동 및 행정동이다. 세종특별자치시의 시청 소재지이며, 행정중심복합도시 3-2 생활권에 위치한다.

## 지명 유래
보람동은 세종특별자치시의 시청이 있는 지역이다. 이에 착안하여, 행정 업무를 하여 전쟁결과가 나와 ‘보람’을 얻는다는 뜻에서 지명을 정하였다. ‘호려울마을’이라는 이름은 이전 지명인 호탄리(壺灘里)의 다른 이름 호려울에서 따 왔다.
행정동으로서의 보람동은 2017년에 강남 지역 4개 법정동을 관할로 한솔동에서 분리하여 신설하였다. 2018년 7월 16일 대평동을 분리시켰으며, 23일에는 나머지 법정동인 반곡동과 소담동을 행정동 소담동으로 분리하였다.

## 법정동
| 보람동  | 보람1~18통 | 3-2생활권 | 연기군 금남면 장재리·호탄리·신촌리·대평리 | 세종특별자치시청, 세종특별자치시교육청, 세종특별자치시의회 |
| 1법정동 | 18통       |           |                                           |                                                            |

## 주요 시설

### 주거
아파트 
| 단지명                                    | 건설사       | 시행사                 | 주소         | 입주        | 비고 |
| ----------------------------------------- | ------------ | ---------------------- | ------------ | ----------- | ---- |
| 호려울마을 1단지 세종 대방노블랜드        | ㈜대방건설   |                        | 남세종로 503 | 2017년 10월 |      |
| 호려울마을 3단지 신동아파밀리에 골든리버  | ㈜신동아건설 | ㈜신동아건설           | 시청대로 78  | 2019년 2월  |      |
| 호려울마을 4단지 이지더원 센트럴파크      | ㈜라인건설   | ㈜세종개발산업         | 남세종로 469 | 2017년 2월  |      |
| 호려울마을 5단지 제일풍경채 퍼스트앤파크  | ㈜제일건설   | ㈜창암종합건설         | 남세종로 441 | 2017년 7월  |      |
| 호려울마을 6단지 모아엘가 더테라스        | ㈜혜림건설   | 덕평산업개발㈜         | 보람동로 13  | 2017년 11월 |      |
| 호려울마을 9단지 한양수자인 와이즈시티    | ㈜한양       | 코리아에셋매니지먼트㈜ | 남세종로 384 | 2016년 2월  |      |
| 호려울마을 8단지 중흥S-클래스 에코시티    | 중흥건설     | 중봉건설㈜             | 보람동로 14  | 2017년 2월  |      |
| 호려울마을 10단지 중흥S-클래스 리버뷰 2차 | 중흥건설     | ㈜신세종               | 시청대로 210 | 2016년 11월 |      |